# Thomas Homewood
Thomas Homewood (* 25. September 1881 in East Peckham; † 1. Februar 1945 in London) war ein britischer Tauzieher.

## Erfolge
Thomas Homewood war Polizist bei der Metropolitan Police und nahm an den Olympischen Spielen 1908 in London teil. Bei diesen trat er gemeinsam mit Joseph Dowler, Walter Chaffe, Ernest Ebbage, Alexander Munro, William Slade, Walter Tammas und James Woodget für die Metropolitan Police an. Die Mannschaft erreichte dank eines Freiloses das Halbfinale, in dem sie der City of London Police mit 0:2 unterlag. Da die schwedische Mannschaft nicht zum Duell um den dritten Platz antrat, sicherte sich die Metropolitan Police kampflos den Gewinn der Bronzemedaille.
Homewood kam zum Ende des Zweiten Weltkriegs bei dem Einschlag einer V2-Rakete in sein Wohnhaus ums Leben. Außer ihm starben dabei auch seine Frau und drei seiner Kinder.